# Enterhaken

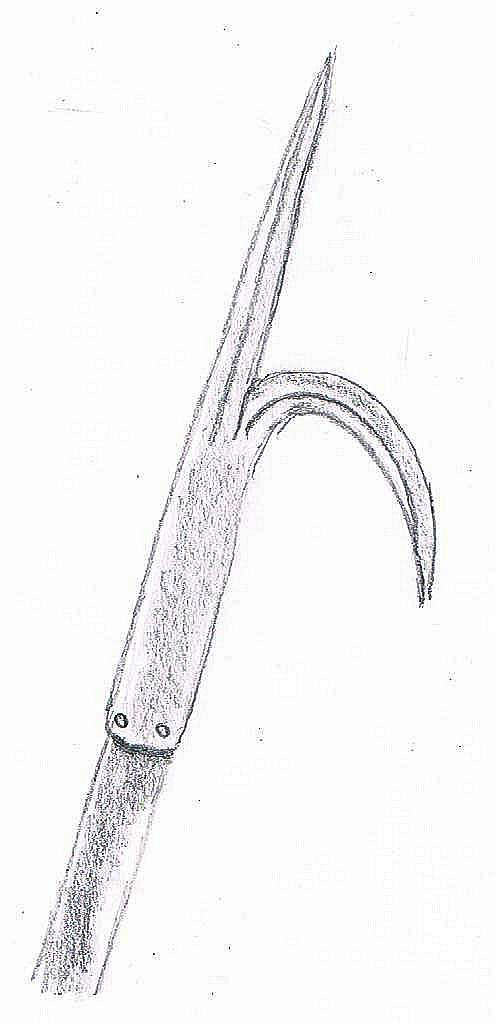
Enterhaken

Enter- bzw. Bootshaken im Wappen des Geschlechts Oppeln-Bronikowski

Als Enterhaken (auch Bootsmannshaken) wird der metallische Stangenaufsatz bezeichnet, der in der Schifffahrt dazu dient, ein anderes Schiff näher an das eigene Schiff zu ziehen, unter Umständen, um es entern zu können. Seine Spitze ist als hakenförmiger Kopf ausgeformt. Er ähnelt einem (umgedreht gebrauchten) vergrößerten Angelhaken und ist oft mit einer zusätzlichen Spitze versehen, die als Stichwaffe im Nahkampf dienen kann (konnte). Es existieren regional unterschiedliche Versionen.
Enterhaken finden sich auch als Wappenfigur in Wappenschilden.

## Einsatz

Oben einfallende Bordwand der Leopoldus Primus

Das Entern eines feindlichen Schiffs war gewöhnlich der entscheidende Teil eines Kampfes zwischen den Besatzungen zweier Wasserfahrzeuge. Man versuchte das feindliche Schiff, wenn man ihm entsprechend nahegekommen war, durch Enterdreggen, das sind an Tauen ausgeworfene vier- oder mehrarmige kleine Anker, Enterhaken oder im Altertum auch durch Enterbrücken festzuhalten. Dann klomm die Mannschaft an der Wand des feindlichen Schiffs empor oder ging über die Enterbrücken. Erschwert wurde das Entern mit Enterhaken, als Schiffe mit oben einfallendem Bord gebaut wurden, bei denen die Schiffswand mit zunehmender Höhe zur Mittellinie des Schiffs zurücktrat.

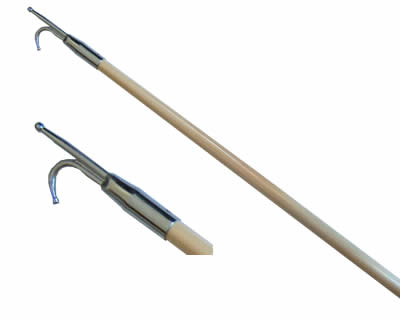
Bootsmannshaken leichte Ausführung
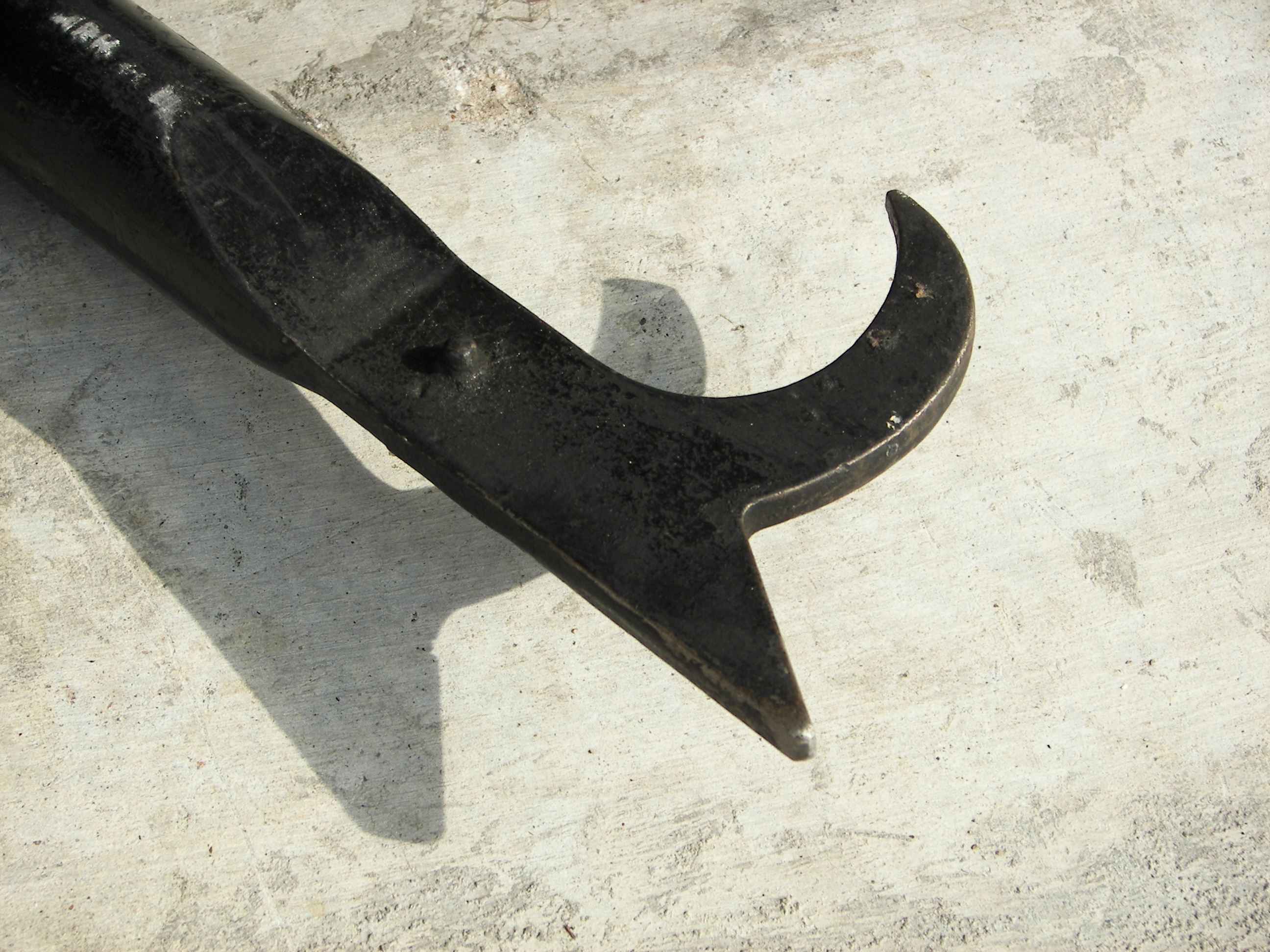
Klinge eines schweren Bootsmannshakens
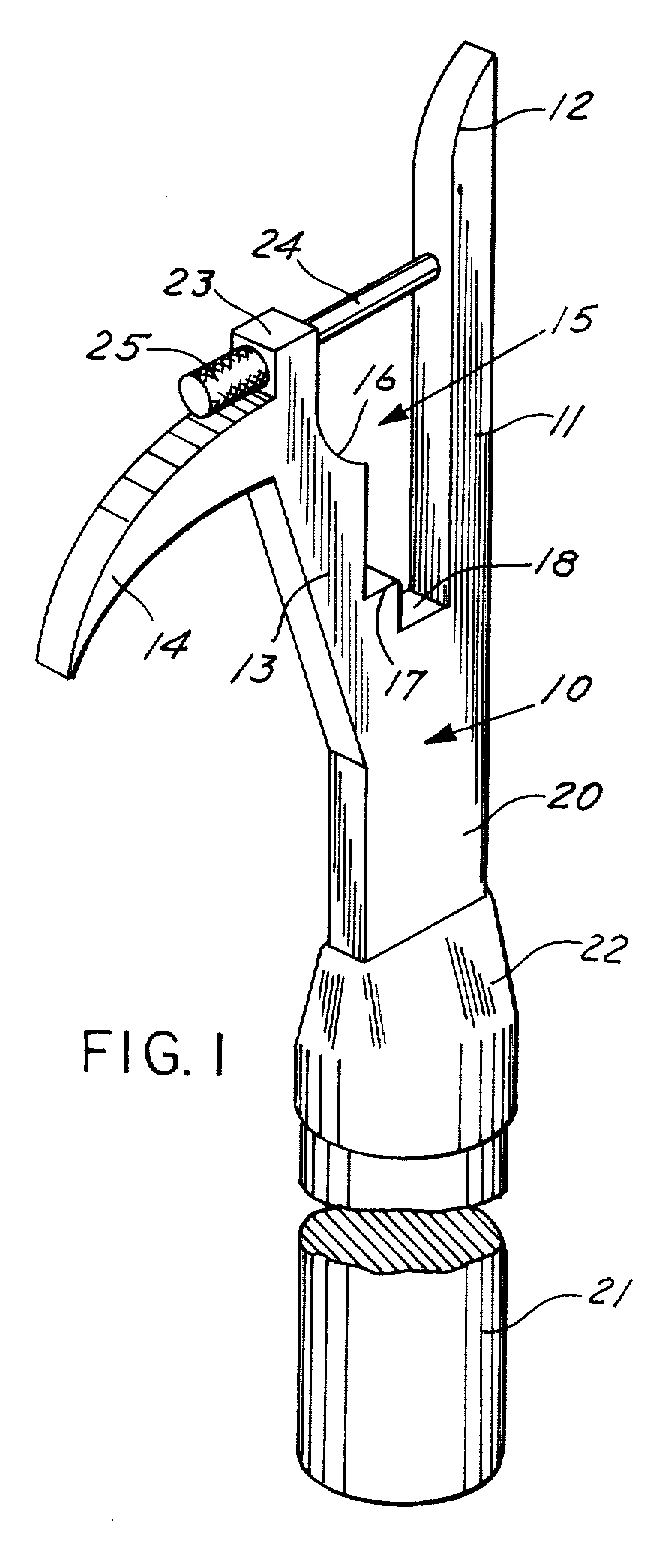
Patenthaken als Spitzenende des Bootsmannshakens